# ダイアン・マーチン
ダイアン・マーチン（Diane Martin、1961年12月19日 - ）は、日本で活動していた元女優・モデル。
アメリカ合衆国出身。アメリカンスクール・イン・ジャパン卒業。スカイコーポレーションに所属していた。

## 来歴・人物
父はアメリカ人、母は日本人。父の仕事の関係で、12歳の時に父に付いて来日。アメリカンスクールを卒業後、モデルとして活動。
元は、スーパー戦隊シリーズのスポンサーであった後楽園ゆうえんちのキャンペーンガールとして活動していた。
1979年、スーパー戦隊シリーズ『バトルフィーバーJ』（テレビ朝日）の制作にあたり、東映の常務渡邊亮徳は当時のアグネス・ラム人気にあやかって、ミスアメリカ役にアメリカ人の美女を起用するよう指示を出した。そうした経緯で、マーチンは本名と同じ「ダイアン・マーチン」の役名で同作に登場することになった。
『バトルフィーバーJ』放送当時は日本語があまり得意でなく、マーチンのセリフは、ミスアメリカの初代スーツアクトレスであった小牧リサが吹き替えをしていた。小牧に代わってミスアメリカのスーツアクトレスを担当した小野寺えい子は、「低めの声で、片言の日本語を話していた記憶がある」と述べている。共演者の倉知成満（当時・倉知雄平）は、日本語が苦手だったために撮影現場ではローマ字による筆談でコミュケーションを取っていたと語っている。同じく共演者の大葉健二は、D.マーチンについて「モデルだけあって、立っているだけで絵になる方。立ち姿はとても参考になった」と語っている。
番組が半年予定が4クールに延長になり、後半のスケジュールを合わせられなくなったため第24話で途中降板している。
スポーツが得意で、特に水泳と陸上競技が得意。姉と弟がいる。

## 出演

### テレビドラマ
- バトルフィーバーJ 第1話「突撃!! 球場へ走れ」 - 第24話「涙! ダイアン倒る」（1979年、ANB） - ダイアン・マーチン / ミス・アメリカ

### その他
- 大正週間漫画 ゲラゲラ45（ANB）